# Dystrykt Sanghar
Dystrykt Sanghar (urdu: ضلع سانگھڑ) – dystrykt w południowym Pakistanie w prowincji Sindh. W 1998 roku liczył 1 421 977 mieszkańców (z czego 52,47% stanowili mężczyźni) i obejmował 245 479 gospodarstw domowych. Siedzibą administracyjną dystryktu jest Sanghar.